# Steven Stayner
Steven Gregory Stayner (18 de abril de 1965 - 16 de septiembre de 1989) fue una víctima de secuestro estadounidense. El 4 de diciembre de 1972, Stayner, de siete años, fue secuestrado en Merced, California, por el pedófilo Kenneth Parnell. Este se lo llevó a 61 km, al condado de Mariposa, California, y más tarde al condado de Mendocino, California, hasta que con catorce años, consiguió huir junto con otra de las víctimas de Parnell, Timothy White, de cinco años.

## Nacimiento y familia
Stayner era el tercero de los cinco hijos nacidos de Delbert y Kay Stayner en Merced, California. Tenía tres hermanas y un hermano mayor, Cary. En 2002, Cary sería condenado y sentenciado a muerte por el asesinato en 1999 de cuatro mujeres.

## Secuestro
En la tarde del 4 de diciembre de 1972, Stayner fue abordado en su camino a casa desde la escuela por un hombre llamado Ervin Edward Murphy, quién se había familiarizado con el violador de niños condenado Kenneth Parnell mientras ambos trabajaban en un centro turístico en el Parque nacional de Yosemite. Murphy, descrito por quienes le conocieron como un hombre confiado, ingenuo, y de mente simple, había sido reclutado por Parnell (quién se había hecho pasar ante Murphy por un aspirante a pastor evangélico) para ayudarle a secuestrar un niño de modo que Parnell "pudiera criarlo en un trato de tipo religioso", como Murphy declaró más tarde.
Siguiendo las instrucciones de Parnell, Murphy repartió folletos evangélicos a los niños que caminaban de la escuela a casa ese día y, después de ver a Stayner, afirmó ser un representante de una iglesia en busca de donaciones. Stayner más tarde reclamó que Murphy le preguntó si su madre estaría dispuesta a donar algún artículo a la iglesia. Cuando el niño respondió que lo haría, Murphy le preguntó a Stayner dónde vivía y si estaba dispuesto a llevarlo a su casa.
Después de que Stayner estuvo de acuerdo, un Buick blanco conducido por Parnell se detuvo junto a ellos, y Stayner subió de buen grado al coche con Murphy. Parnell entonces condujo a un confundido Stayner a su cabaña en las cercanías de Catheys Valley. Sin saberlo Stayner, la cabaña de Parnell estaba ubicada a solo unos cientos de metros de la residencia de su abuelo materno.
Parnell abusó de Stayner la primera noche en la cabaña, y comenzó a sodomizarlo trece días más tarde, el 17 de diciembre de 1972. Después de que Stayner dijera a Parnell muchas veces durante aquella primera semana que  quería irse a casa, Parnell le dijo a Stayner que se le había otorgado su custodia legal porque sus padres no podían permitirse tantos hijos, y que ya no le querían.
Parnell empezó a llamarle Dennis Gregory Parnell, conservando el segundo nombre real de Stayner y su verdadera fecha de nacimiento al inscribirle en varias escuelas durante los siguientes años. Parnell se hacía pasar por el padre de Stayner, y los dos se mudaron con frecuencia por California, viviendo en lugares como Santa Rosa y Comptche. Parnell permitió que Stayner empezara a beber a una edad temprana y que entrara y saliera prácticamente cuando quisiera. Parnell también saltaba de un trabajo poco cualificado a otro, algunos de sus trabajos requerían viajar y dejaba a Stayner sin vigilancia, causando que luego un Stayner adulto comentara que podría haber usado fácilmente estas ausencias como oportunidades para huir, pero que debido a su corta edad ignoraba cómo pedir ayuda.
Uno de los pocos aspectos positivos de la vida de Stayner con Parnell era el perro que había recibido como regalo de él, un Manchester terrier de nombre Queenie. Este perro se lo había dado a Parnell su madre, quién no supo de la existencia de Stayner durante su tiempo con Parnell.
Durante un periodo de dieciocho meses, una mujer llamada Barbara Mathias vivió con Parnell y Stayner. Según Stayner, Mathias, junto con Parnell, le violaron en nueve ocasiones distintas a la edad de nueve años. En 1975, siguiendo las instrucciones de Parnell, Mathias intentó atraer a otro niño, que estaba en el Club de Niños de Santa Rosa con Stayner, al coche de Parnell. El intento no tuvo éxito. Mathias afirmó más tarde ignorar por completo que "Dennis" había sido secuestrado.

### Huida
A medida que crecía, Parnell empezó a perder el interés en Stayner y cuando entró en la pubertad, Parnell empezó a buscar un niño más pequeño para secuestrar. Parnell había utilizado a Stayner para intentar secuestrar niños en ocasiones anteriores, pero todos los intentos de secuestro fracasaron. Esto causó que Parnell creyera que Stayner carecía de habilidades para ser un cómplice. Stayner reveló más tarde que había saboteado intencionadamente esos secuestros fallidos, porque no quería que otros niños sufrieran lo mismo que él. El 14 de febrero de 1980, Parnell y un amigo adolescente de Stayner llamado Randall Sean Poorman secuestraron al niño de cinco años Timmy White en Ukiah. Motivado en parte por la angustia del niño, Stayner decidió regresar el chico a sus padres.
El 1 de marzo de 1980, mientras Parnell estaba fuera en su trabajo como vigilante de seguridad nocturno, Stayner se fue con White e hicieron autostop hasta Ukiah. Como White era incapaz de localizar su casa, Stayner consultó la dirección en la guía telefónica en una cabina pública y fueron a la comisaría de policía.
Al amanecer del 2 de marzo de 1980, Parnell había sido arrestado como sospechoso del secuestro de ambos niños. Cuando la policía comprobó sus antecedentes encontraron una condena previa por sodomía en 1951. Ambos niños fueron reunidos con sus familias ese mismo día. En 1981, Parnell fue juzgado y condenado por el secuestro de White y Stayner en dos juicios separados. Fue sentenciado a siete años de prisión, pero fue puesto en libertad condicional tras cumplir cinco.
Parnell no fue acusado por las numerosas agresiones sexuales a Stayner y otros niños porque la mayoría de ellas ocurrieron fuera de la jurisdicción del Condado de Merced o habían prescrito. Los fiscales del condado de Mendocino, actuando casi enteramente solos, decidieron no procesar a Parnell por las agresiones sexuales ocurridas en su jurisdicción.
Murphy, por ayudar a secuestrar a Stayner, y Poorman, por ayudar a secuestrar a White, fueron condenados por cargos menores. Ambos reclamaron que no sabían nada de las agresiones sexuales a Stayner. Mathias nunca fue arrestada. Stayner recordó la amabilidad que el "tío" Murphy le había mostrado en su primera semana de cautividad mientras ambos estaban bajo la influencia de la manipulación de Parnell, y creía que Murphy fue una víctima de Parnell tanto como él y Timmy. El secuestro de Stayner y sus consecuencias llevaron a los legisladores de California a cambiar las leyes estatales "para permitir penas de prisión consecutivas en casos de secuestro similares."

## Vida posterior
Después de regresar con su familia, Stayner tuvo problemas para adaptarse a un hogar más estructurado, ya que se le había dejado fumar, beber y hacer lo que quisiera cuando vivía con Parnell. En una entrevista con Newsweek poco después de su huida, Stayner dijo "regresé casi como un hombre adulto y sin embargo mis padres me vieron al principio como su hijo de siete años. Después de que dejaron de intentar enseñarme los fundamentos de todo otra vez, mejoró. Pero por qué mi papá ya no me abraza? [...] Todo ha cambiado. A veces me culpo a mí mismo. A veces no sé si debería haber venido a casa. Hubiera estado mejor si no lo hubiera hecho?"
Stayner se sometió a un breve asesoramiento pero nunca buscó tratamiento adicional. También rechazó revelar todos los detalles del abuso sexual que sufrió por parte de Parnell. En una entrevista de 2007, la hermana de Stayner dijo que su hermano no buscó asesoramiento porque su padre dijo que Stayner "no necesitaba ninguno". Añadió, "Él [Steven] siguió con su vida pero estaba bastante mal." Fue acosado por otros niños en el colegio por haber sido abusado y finalmente dejó la escuela. Stayner empezó a beber con frecuencia, y finalmente lo echaron de casa. Su relación con su padre continuó siendo tensa.
En 1985, Stayner se casó con Jody Edmondson, de diecisiete años, con quien tuvo dos hijos: una niña, Ashley, y un niño, Steven Jr. También trabajó con grupos dedicados al secuestro infantil, dio charlas con niños sobre seguridad personal, y dio entrevistas sobre su secuestro. Se unió a La Iglesia de Jesucristo de los Santos de los Últimos Días justo antes de su muerte. En el momento del deceso, Stayner vivía en Merced y trabajaba en una pizzería.

## Fallecimiento
El 16 de septiembre de 1989, Stayner sufrió un traumatismo craneoencefálico fatal mientras regresaba del trabajo a su casa, cuando un automóvil chocó con su motocicleta, en un caso de atropello y fuga.  El presunto conductor del vehículo fue más tarde identificado por testigos. Stayner contaba solamente con 24 años.
Quinientas personas asistieron a su funeral, en el que Timmy White, de catorce años en aquel momento, fue uno de los portadores del féretro.

## Consecuencias
Diez años después de la muerte de Stayner, la ciudad de Merced pidió a sus residentes que propusieran nombres para parques de la ciudad en honor a ciudadanos notables de Merced. Los padres de Stayner propusieron que uno fuera nombrado "Stayner Park". Esta idea fue finalmente rechazada, porque el hermano mayor de Stayner había sido condenado por asesinato y los funcionarios de la ciudad de Merced temieron que el nombre "Stayner Park" sería asociado con Cary más que con Steven.
En 2004, Parnell, entonces de 72 años, fue condenado por tratar el año anterior de persuadir a la hermana de su cuidador para que le procurara un niño a cambio de quinientos dólares. Consciente del pasado de Parnell, informó de ello a la policía local. Timmy White, entonces un hombre adulto, fue citado para testificar en el juicio de Parnell. A pesar de que Stayner había muerto, su testimonio en el anterior juicio de Parnell fue leído al jurado como prueba en el juicio de Parnell de 2004. Parnell falleció por causas naturales el 21 de enero de 2008, en la California Medical Facility en Vacaville, California, mientras cumplía una condena de 25 años de prisión.
Más tarde White se convirtió en adjunto del Departamento del Sheriff del Condado de Los Ángeles. Murió el 1 de abril de 2010, a los 35 años por una embolia pulmonar. White fue sobrevivido por su esposa, Dena, y sus dos hijos pequeños, así como por su madre, padre, padrastro y hermana. Casi cinco meses más tarde, el 28 de agosto de 2010, una estatua de Stayner y White fue dedicada en el Applegate Park en Merced. Residentes de Ukiah, la ciudad natal de White, tallaron una estatua que muestra al adolescente Stayner con el pequeño White de la mano mientras escapan de su cautividad. Los recaudadores de fondos para la estatua declararon que estaba destinada a honrar a Steven Stayner y a dar a las familias de niños desaparecidos y secuestrados la esperanza de que todavía puedan estar vivos.
El padre de Steven, Delbert Stayner, murió el 9 de abril de 2013 en su casa en Winton, California, a los 79 años.

## Adaptaciones al arte y literatura
A principios de 1989, se produjo una miniserie televisiva basada en su experiencia, I Know My First Name Is Steven (también conocida como The Missing Years). Steven, que se ausentó de su trabajo, actuó como asesor para Lorimar-Telepictures y tuvo un papel sin diálogo, interpretando a uno de los dos policías que escoltan al Steven de 14 años (interpretado por Corin Nemec) a través de la multitud hasta su familia que lo espera, en su regreso a su casa de Merced. Aunque complacido con la dramatización, Stayner se quejó de que le describía como una persona "algo desagradable y grosera", especialmente con sus padres, algo que refutó mientras publicitaba la miniserie en la primavera de 1989. La miniserie de dos partes fue transmitida por primera vez en la NBC el 21-22 de mayo de 1989. Los derechos de proyección se vendieron a varias compañías televisivas internacionales que incluyeron la BBC, la cual emitió la miniserie a mediados de julio del año siguiente; más tarde todavía, fue estrenada como largometraje.
La producción, la cual recibió cuatro nominaciones a los Premios Emmy, incluyendo uno para Nemec, se basó en un manuscrito de Mike Echols, quién había investigado la historia y entrevistado a Stayner y a Parnell, entre otros. Después de la premiere, Echols publicó su libro, también titulado I Know My First Name is Steven, en 1991. En el epílogo de la obra, Echols describe cómo se infiltró en la NAMBLA. En 1999, contra los deseos de la familia de Stayner, Echols escribió un capítulo adicional sobre el hermano mayor de Steven Cary a petición de su editor, el cual entonces republicó el libro.

El título de la película y el libro están tomados del primer párrafo de la declaración policial escrita por Steven en las primeras horas del 2 de marzo de 1980 en la comisaría de Ukiah:

"Mi nombre es Steven  Stainer [sic]. Tengo catorce años. No sé mi verdadera fecha de nacimiento, pero uso el 18 de abril de 1965. Sé que mi primer nombre es Steven, estoy bastante seguro que el último es Stainer [sic], y si  tengo un segundo nombre, no lo sé."

La historia de Steven también se incluyó en el libro Against Their Will de Nigel Cawthorne, una recopilación de historias de secuestros.
Una historia en la serie 9-1-1 en el episodio 'New Beginings' se basó libremente en el caso de Steven.
En abril de 2022, Hulu lanzó una docuserie limitada sobre crímenes reales, "Captive Audience: A Real American Horror Story" que sigue la vida de Stayner y su familia y cómo el secuestro afectó a sus vidas. Se prestó especial atención a cómo los acontecimientos impactaron en la vida de Cary Stayner. La docuserie se centró fuertemente en la miniserie y contó con apariciones de Corin Nemec y Todd Eric Andrews.